# Lega Nazionale A 2012 (football americano)
La Lega Nazionale A 2012 è stata la 27ª edizione del campionato di football americano di primo livello, organizzato dalla SAFV.

## Squadre partecipanti
| Club                    | Città      | Stadio | Sponsor ufficiale | Risultato nella stagione 2011 |
| ----------------------- | ---------- | ------ | ----------------- | ----------------------------- |
| Bern Grizzlies          | Berna      |        |                   | Semifinalisti LNA             |
| Bienna Jets             | Bienne     |        |                   | Vincitori Lega B              |
| Calanda Broncos         | Landquart  |        |                   | Vincitori XXVI Swiss Bowl     |
| Gladiators Beider Basel | Basilea    |        |                   | Finalisti LNA                 |
| Winterthur Warriors     | Winterthur |        |                   | Secondo posto in Lega B       |
| Zürich Renegades        | Zurigo     |        |                   | Quinto posto in LNA           |

## Stagione regolare

### Calendario

#### 1ª giornata
| Coira 25 marzo 2012 | Calanda Broncos | 70 – 0 | Winterthur Warriors | Stadion Ringstrasse |

| 25 marzo 2012 | Bienna Jets | 0 – 41 | Zürich Renegades |  |

| 25 marzo 2012 | Gladiators Beider Basel | 14 – 35 | Bern Grizzlies |  |

#### 2ª giornata
| 1º aprile 2012 | Bienna Jets | 16 – 56 | Calanda Broncos |  |

| 1º aprile 2012 | Zürich Renegades | 42 – 13 | Gladiators Beider Basel |  |

#### 3ª giornata
| Coira 7 aprile 2012 | Calanda Broncos | 56 – 3 | Bern Grizzlies | Stadion Ringstrasse |

#### 4ª giornata
| 15 aprile 2012 | Bienna Jets | 20 – 55 | Gladiators Beider Basel |  |

#### 5ª giornata
| 22 aprile 2012 | Zürich Renegades | 68 – 0 | Bienna Jets |  |

| 22 aprile 2012 | Winterthur Warriors | 14 – 27 | Gladiators Beider Basel |  |

#### 6ª giornata
| 28 aprile 2012 | Winterthur Warriors | 0 – 69 | Zürich Renegades |  |

| Coira 29 aprile 2012 | Calanda Broncos | 33 – 14 | Gladiators Beider Basel | Stadion Ringstrasse |

| 29 aprile 2012 | Bienna Jets | 8 – 25 | Bern Grizzlies |  |

#### 7ª giornata
| 6 maggio 2012 | Bern Grizzlies | 16 – 41 | Zürich Renegades |  |

#### 8ª giornata
| 13 maggio 2012 | Winterthur Warriors | 33 – 30 | Bienna Jets |  |

| 13 maggio 2012 | Gladiators Beider Basel | 35 – 31 | Zürich Renegades |  |

| 13 maggio 2012 | Bern Grizzlies | 7 – 57 | Calanda Broncos |  |

#### 9ª giornata
| 20 maggio 2012 | Gladiators Beider Basel | 40 – 14 | Bienna Jets |  |

| 20 maggio 2012 | Bern Grizzlies | 13 – 41 | Winterthur Warriors |  |

#### 10ª giornata
| 26 maggio 2012 | Winterthur Warriors | 22 – 6 | Bern Grizzlies |  |

#### 11ª giornata
| Coira 2 giugno 2012 | Calanda Broncos | 68 – 6 | Bienna Jets | Stadion Ringstrasse |

| 3 giugno 2012 | Zürich Renegades | 27 – 6 | Winterthur Warriors |  |

| 3 giugno 2012 | Bern Grizzlies | 0 – 23 | Gladiators Beider Basel |  |

#### 12ª giornata
| 9 giugno 2012 | Bienna Jets | 34 – 8 | Winterthur Warriors |  |

| 10 giugno 2012 | Gladiators Beider Basel | 14 – 58 | Calanda Broncos |  |

| 10 giugno 2012 | Zürich Renegades | 41 – 0 | Bern Grizzlies |  |

#### 13ª giornata
| 16 giugno 2012 | Bern Grizzlies | 12 – 0 | Bienna Jets |  |

| 19 giugno 2012 | Zürich Renegades | n.d. – n.d. | Calanda Broncos |  |

#### 14ª giornata
| Coira 23 giugno 2012 | Calanda Broncos | 47 – 27 | Zürich Renegades | Stadion Ringstrasse |

| 24 giugno 2012 | Gladiators Beider Basel | 42 – 0 | Winterthur Warriors |  |

#### 15ª giornata
| 26 giugno 2012 | Winterthur Warriors | n.d. – n.d. | Calanda Broncos |  |

### Classifica
La classifica della regular season è la seguente:
- PCT = percentuale di vittorie, G = partite giocate, V = partite vinte, P = partite perse, PF = punti fatti, PS = punti subiti
- La qualificazione ai playoff è indicata in verde
- L'ultima classificata sfida la vincente della Lega B per la partecipazione alla Lega Nazionale A 2013 (giallo)

| Pos. | Squadra                 | PCT   | G  | V | P | PF  | PS  |
| ---- | ----------------------- | ----- | -- | - | - | --- | --- |
| 1    | Calanda Broncos         | 1.000 | 8  | 8 | 0 | 445 | 87  |
| 2    | Zürich Renegades        | .778  | 9  | 7 | 2 | 387 | 117 |
| 3    | Gladiators Beider Basel | .600  | 10 | 6 | 4 | 277 | 247 |
| 4    | Bern Grizzlies          | .500  | 10 | 5 | 5 | 161 | 259 |
| 5    | Winterthur Warriors     | .111  | 9  | 1 | 8 | 80  | 362 |
| 6    | Bienna Jets             | .100  | 10 | 1 | 9 | 128 | 406 |

## Playoff e playout
|  | Semifinali | Semifinali              | Semifinali              |                         |                 | Finale          | Finale | Finale |  |
|  |            |                         |                         |                         |                 |                 |        |        |  |
|  | 1          | Calanda Broncos         | n.d.                    |                         |                 |                 |        |        |  |
|  | 1          | Calanda Broncos         | n.d.                    |                         |                 |                 |        |        |  |
|  | 4          | Bern Grizzlies          | n.d.                    |                         |                 |                 |        |        |  |
|  | 4          | Bern Grizzlies          | n.d.                    |                         | Calanda Broncos | Calanda Broncos | 56     |        |  |
|  |            |                         |                         |                         | Calanda Broncos | Calanda Broncos | 56     |        |  |
|  |            |                         | Gladiators Beider Basel | Gladiators Beider Basel | 14              |                 |        |        |  |
|  | 2          | Zürich Renegades        | Gladiators Beider Basel | Gladiators Beider Basel | 14              | 13              |        |        |  |
|  | 2          | Zürich Renegades        |                         |                         |                 |                 |        |        |  |
|  | 3          | Gladiators Beider Basel | 15                      |                         |                 |                 |        |        |  |

### Semifinali
| Coira 30 giugno 2012, ore 18:00 CEST | Calanda Broncos | n.d. – n.d. | Bern Grizzlies | Stadion Ringstrasse |

| 30 giugno 2012 | Zürich Renegades | 13 – 15 | Gladiators Beider Basel |  |

### Playout
| 15 luglio 2012 | Basel Meanmachine | 6 – 19 | Winterthur Warriors |  |

### XXVII Swiss Bowl
| 7 luglio 2012 | Calanda Broncos | 56 – 14 | Gladiators Beider Basel |  |

## Verdetti
- Calanda Broncos Campioni di Svizzera 2012
- Winterthur Warriors non relegati in Lega B 2013